# Batalla de Riohacha
La Batalla de Riohacha fue un enfrentamiento militar librado en el contexto de la Independencia de Colombia en 1819, entre realistas y patriotas con una victoria absoluta de las primeras.

## Antecedentes
En 1819 se inició la segunda etapa de la guerra en la región, una que acabaría cuatro años después con la completa derrota monárquica. El 5 de octubre, Gregor MacGregor con tres buques ocupaba Riohacha, el gobernador, coronel José de Solís, huyó sin luchar con la mayoría de los habitantes. MacGregor mandaba 200 a 300 irlandeses. Según el oficial Francisco Burdett O'Connor, eran 261 (meses antes, en isla Margarita hubo hasta 800). Hubo una tenaz resistencia de la pequeña guarnición realista que se quedó defendiendo su cuartel pero fue vencida.
MacGregor no desembarcó hasta que se rindió la plaza y fue visto como un acto de cobardía por sus subordinados, que saquearon la localidad. Desacreditado, no hizo nada para reinstaurar la disciplina entre sus soldados a pesar de las solicitudes de algunos oficiales.

## Batalla
El 11 de octubre, los guajiros la reconquistaron al mando de los capitanes de milicias Clemente Iguarán y Miguel Gómez. Debe mencionarse que ellos fueron los que hicieron el principal esfuerzo por recuperar la ciudad. Los vecinos estaban exasperados por el saqueo que sus viviendas habían sufrido, a pesar de haber prestado auxilios a los británicos, se lanzaron contra los ocupantes con cuchillos y otras armas blancas. Se generó un degüello del que escaparon apenas 46 ocupantes. Les ayudaron los soldados peninsulares que habían huido al interior.
MacGregor abandonó a sus soldados. Al parecer, al ver los primeros movimientos hostiles, embarcó su equipaje y botín en un barco y zarpó, ejemplo seguido por otros oficiales en los demás buques. Manuel Leonidas Scarpetta sentencia: «mas debido al mal proceder de sus compatriotas los Irlandeses, los abandonó a merced de los enemigos i se alejó del pais que tanto sirvió i amó, para no volver jamás a él en sus tiempos de paz i libertad». Quedaron a su suerte los soldados que estaban en el fortín, resistiendo hasta su capitulación. Unos 400 indios de Mamatoco murieron en el combate.

## Consecuencias
El gobernador, en represalia por la guerra a muerte, ordena fusilar a los prisioneros. Como los indios se negaron, tuvieron que ser los peninsulares los que realizaron el trabajo sucio. En una carta fechada el 31 de octubre en la ciudad, Solís informaba al virrey Sámano de que hizo ejecutar a 64 republicanos. Poco después, en otra carta del 20 de noviembre el gobernador informaba al virrey de haber fusilado en Valledupar a otros 48 prisioneros ahí trasladados el 12 de noviembre.
También fueron castigados los locales sospechosos de haber colaborado con los ocupantes, puesto que Solis estaba seguro de que algún habitante había invitado a MacGregor a la ciudad para empezar. Dicha actitud fue contraproducente, pues la mayoría de los habitantes se volvieron opositores al régimen realista.
Según José Manuel Restrepo, historiador neogranadino de tendencias proclives a los republicanos, dice que la expedición fue mal dirigida, sirviendo sólo para dañar a la causa independentista. Los habitantes de la villa eran en su mayoría patriotas, pero al ver el saqueo de unos extranjeros bajo el pretexto de liberarlos se alzaron.